# Cee-Lo Green and His Perfect Imperfections
Cee-Lo Green and His Perfect Imperfections è l'album di debutto da solista del rapper Cee Lo Green, ex membro dei Goodie Mob, pubblicato il 23 aprile 2002.
L'album vede la collaborazione di vari artisti come Jahalla, Kirkland Underground, John Popper dei Blues Traveler ed i rapper Big Gipp e Backbone.

## Tracce
1. Bad Mutha – 4:03
2. Close Encounter (break) – 0:22
3. Big Ole Words (Damn) – 4:56
4. Closet Freak – 3:38
5. Live (Right Now) – 4:05
6. El Dorado Sunrise (Super Chicken) – 5:32
7. A Thugs Concern (break) – 0:08
8. One for the Road – 5:36
9. Let Him Sing If He Wants To (break) – 0:20
10. Spend The Night in Your Mind – 5:35
11. Suga Baby (feat. Big Gipp & Backbone) – 4:21
12. Gettin' Grown – 4:14
13. Bass Head jazz – 3:33
14. Microhard (feat. Jahalla & Kirkland Underground) – 5:23
15. Under tha Influence (Follow Me) – 4:56
16. Medieval Times (Great Pretender) – 3:32
17. Country Love (feat. John Popper) – 4:55
18. Awful Thing – 3:42
19. Maintenance Man (break) – 0:14
20. Young Man (Sierra's Song) – 4:03
21. Well Damn, Lo (break) – 0:10